# Ogwashi Ukwu
Ogwashi Ukwu é uma cidade Ibo no sul da Nigéria no Delta (estado) a oeste da capital do estado, Asaba. É a sede da área do governo local, Aniocha Sul. A população de Ogwashi-Uku, na Nigéria é 26.137 de acordo com o banco de dados geográfico GeoNames.

## Galeria

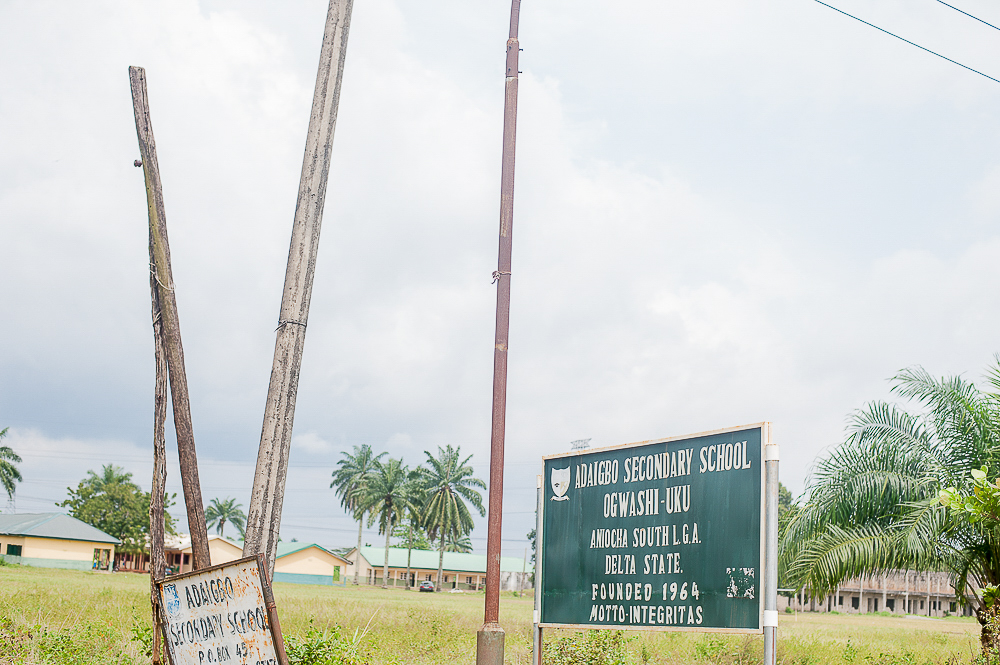
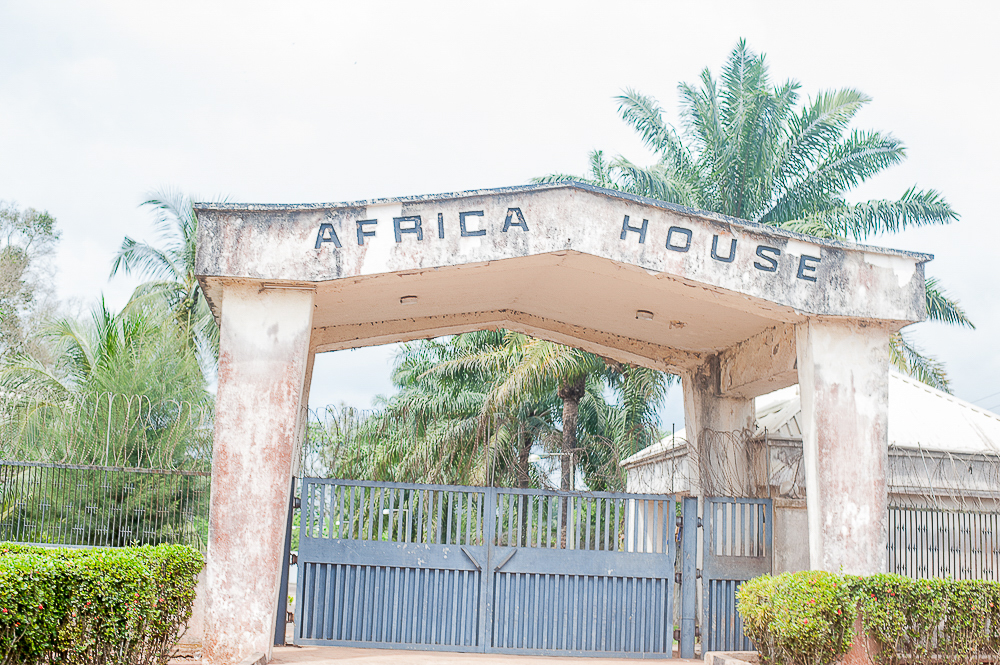
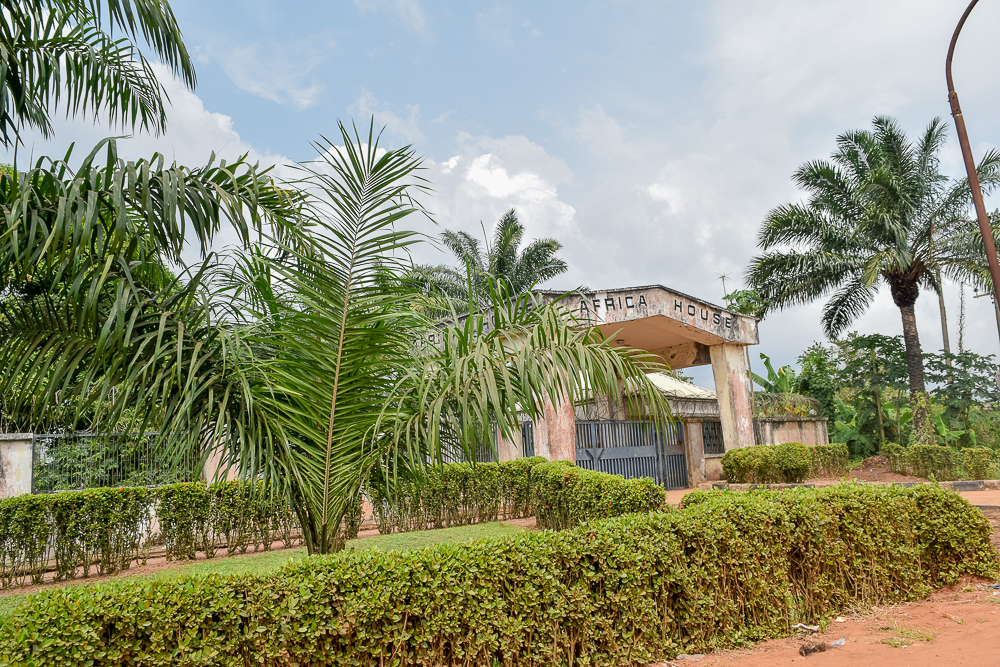
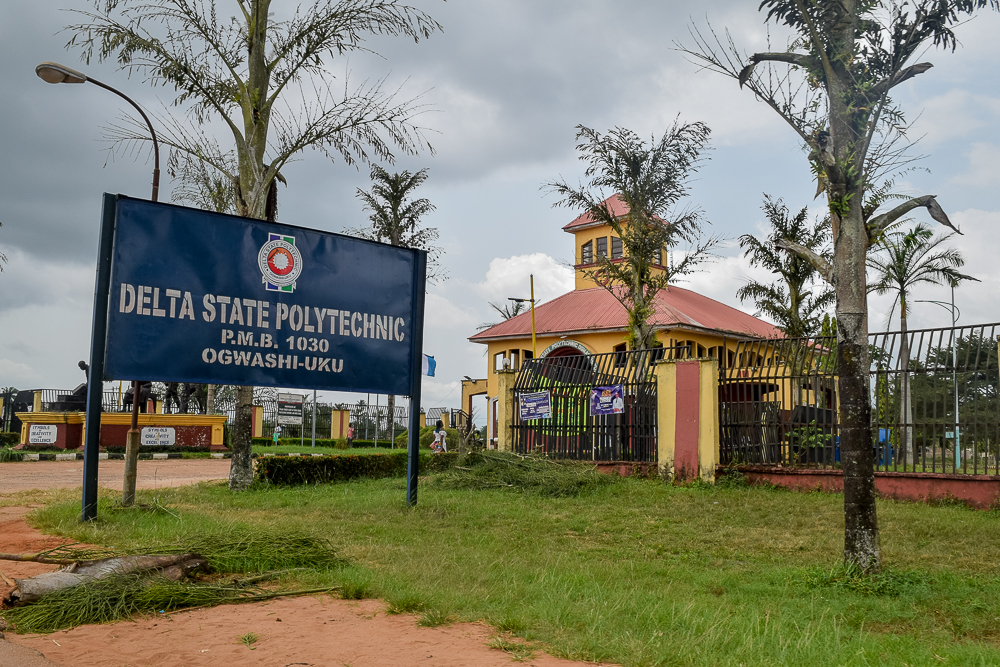
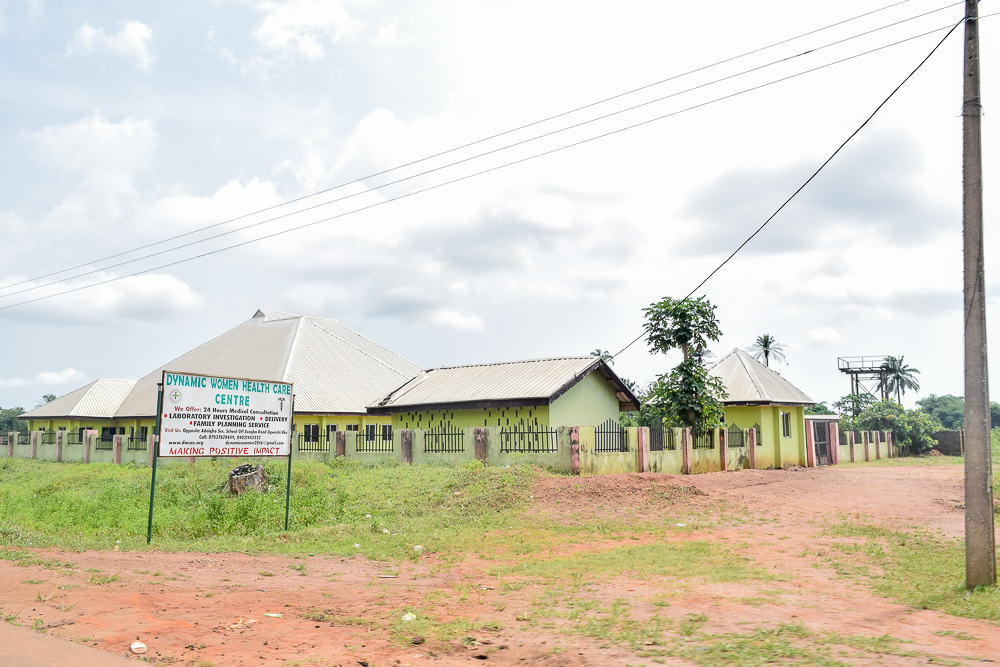
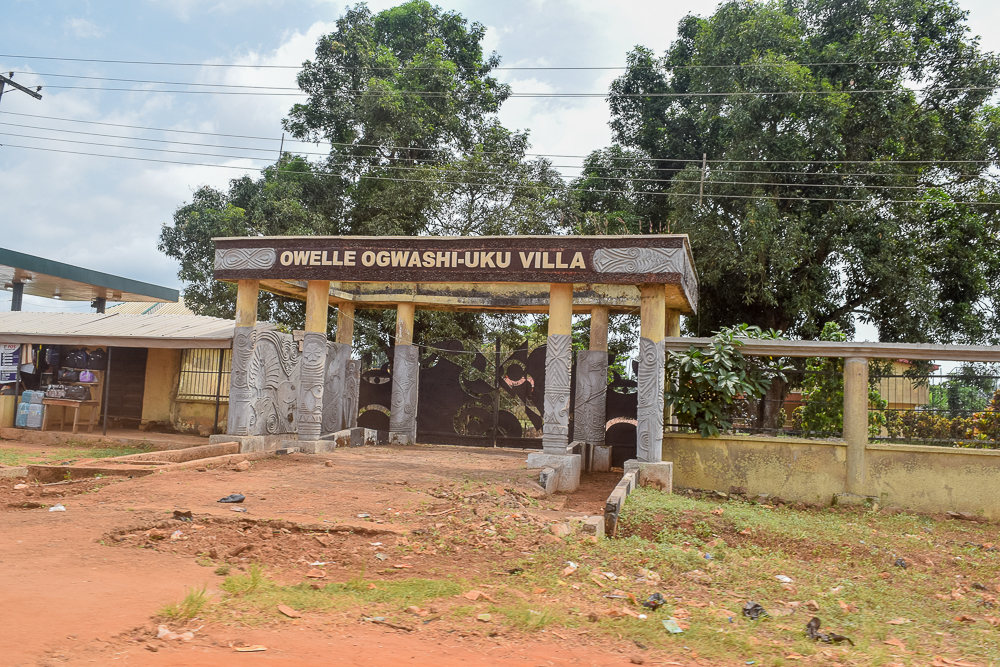
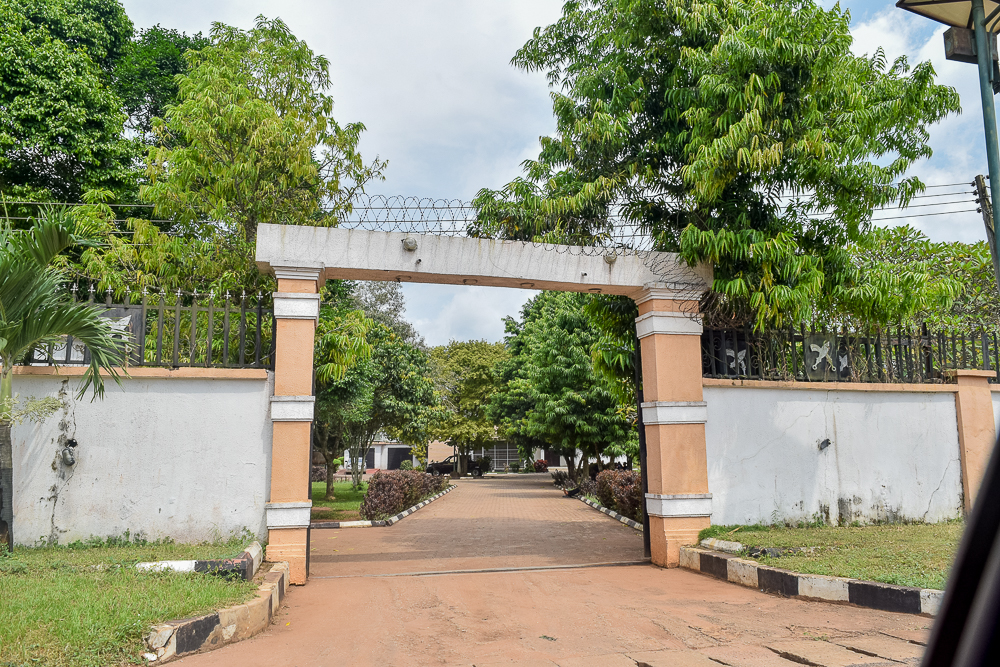
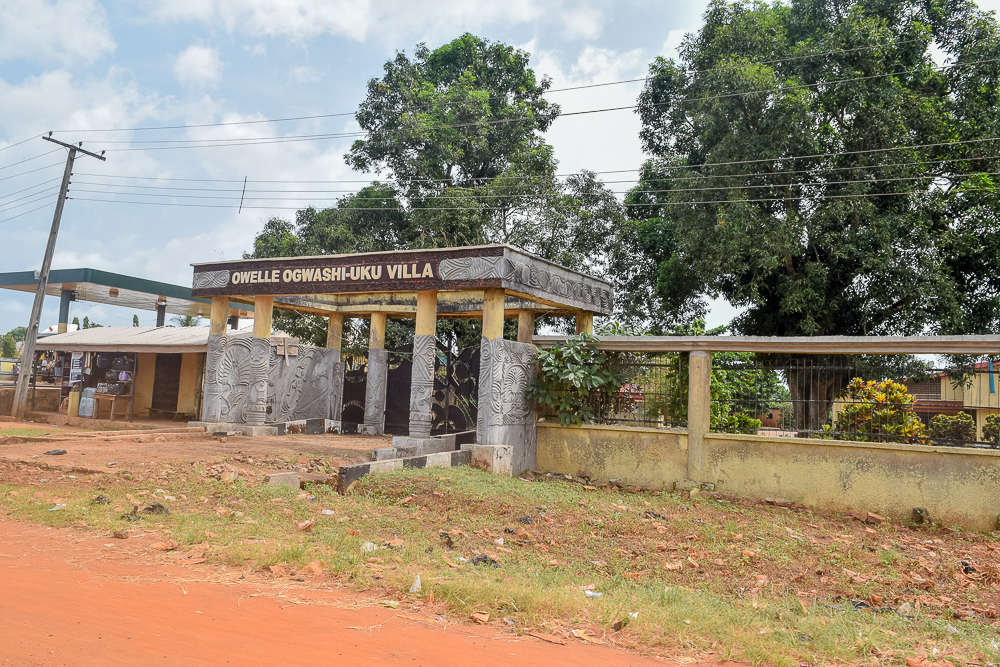